# Wake Up / Escape from the Citadel
〈Wake Up〉과 〈Escape from the Citadel〉은 카툰 네트워크의 애니메이션 시리즈 《핀과 제이크의 어드벤처 타임》의 여섯 번째 시즌의 첫 번째와 두 번째 에피소드이다. 대한민국 방영 명칭은 각각 〈잠에서 깨어나라〉와 〈탈옥〉이다. 2014년 4월 21일 첫 방영되었다.

## 줄거리

### 〈Wake Up〉
제이크는 프리즈모(성우: 쿠마일 난지아니)와 함께 파티를 즐긴다. 파티에서 페퍼민트 집사(성우: 스티브 리틀)와 사신(성우: 미겔 페러)은 리치(성우: 론 펄먼)가 구석에서 기분 나쁘게 가만히 앉아있는 이유를 묻는다. 프리즈모는 리치가 무차별적으로 죽이는 성질을 쓸 수 없게 되자 자신의 방에 가만히 앉아 있게 되었다면서 지금은 안전하다고 말한다. 이후 제이크는 집으로 돌아오고, 핀은 자신의 아빠가 성채에 아직 살아있다는 사실을 제이크에게 털어놓는다. 성채에 갈 방법을 알아내기 위해 둘은 프리즈모에게 다시 간다. 프리즈모는 성채로 가는 유일한 방법은 중대한 우주 범죄를 저지르는 것뿐이라고 말한다. 프리즈모는 자신의 시간의 방 주위에 있는 파편들 속에서 잠자고 있는 어떤 늙은 남자를 찾아달라고 부탁한다.
둘은 남자를 시간의 방으로 데려오고 프리즈모는 사실 그 남자가 자신의 육체이며, 시간의 방에 있는 형체는 단순히 꿈에 불과하다는 사실을 밝힌다. 프리즈모는 소원을 들어주는 자, 즉 자신을 깨우는 것이 우주 범죄이며, 현재 자기 자신은 물리적 육체가 다시 잠이 들면 돌아올 것이라고 설명한다. 그 순간 리치가 튀어 나와 남자를 흔들어 깨운뒤 프리즈모를 없애고, 잠에서 깨어난 남자를 죽인다. 이내 차원의 경계에서 성채의 수호자가 나타나 리치를 성채로 데려가고, 핀과 제이크는 그 뒤를 쫓아간다.

### 〈Escape from the Citadel〉
핀과 제이크는 붙잡힌 리치와 함께 성채로 들어온다. 리치는 크리스털 안에 갇히고, 둘은 똑같이 크리스털 안에 갇혀있는 핀의 아빠를 발견한다. 그 와중에 리치는 자신의 악마의 힘을 이용하여 성채를 녹여서 파괴시키고, 죄수들이 서서히 풀려나기 시작한다. 성채의 수호자들이 죄수들을 붙잡으려고 하고, 핀과 제이크는 탈출하려고 한다. 둘은 핀의 아빠인 마틴(성우: 스티븐 루트)을 구출하고, 셋은 이 곳을 떠나려고 하지만 수호자가 쏜 레이저로 인해 마틴의 다리 일부가 사라진다. 핀은 젊음을 유지해주는 성분을 가진 수호자의 피를 구해 마틴의 다리를 원래대로 회복시킨다. 그러나 핀은 자신의 아빠가 생각한 만큼 좋은 사람이 아니라는 사실을 깨닫는다.
마틴은 핀과 제이크를 버린채 달아나려는 죄수들의 무리에 동참하고, 깨어난 리치는 핀과 제이크의 의식을 잃게 만든다. 리치는 쓰러진 둘에게 우주의 존재하는 모든 생명을 자신이 다 없앨 것이라고 말한다. 리치에게 저항하려는 핀은 수호자의 피가 묻은 주먹을 리치에게 날린다. 그 순간 리치는 고통스러워하며 몸에 피부와 살이 생기기 시작한다. 의식을 되찾은 핀은 자신의 아빠를 붙잡으려 한다. 성채의 일부를 타고 떠나려는 악당들은 연결된 정맥을 끊고, 핀의 팔에서는 풀 검이 나와 정맥을 붙잡는다. 핀의 풀 검은 나무 줄기처럼 커져서 터지고 결국 핀은 오른팔 절반을 잃고 만다. 물 속으로 빠진 핀의 팔에는 수호자의 피가 묻어 그 자리에는 꽃이 핀다. 핀을 물에서 걷어낸 제이크는 리치가 거대한 인간처럼 생긴 아기로 변했다는 사실을 전한다. 원래 세계로 돌아온 둘은 아기를 코가손과 돼지 씨의 집 앞에 두고 간다.

## 제작
〈Wake Up〉은 앤디 리스타이노와 콜 산체스가 스토리보드를 맡았고, 〈Escape from the Citadel〉은 톰 허피치와 스티브 울프하드가 스토리보드를 담당했다. 두 에피소드 모두 켄트 오즈번, 펜들턴 워드, 잭 펜다비스(Jack Pendarvis), 애덤 무토가 스토리를 맡았다. 예술 감독은 닉 제닝스(Nick Jennings)가, 슈퍼바이징 감독은 각각 엘리자베스 이토(Elizabeth Ito)와 애덤 무토가 맡았다. 스토리보드 아티스트인 톰 허피치는 스케치업을 이용하여 성채의 3D 모델링을 맡았다.
〈Wake Up〉에서는 쿠마일 난지아니가 프리즈모(Prismo) 역할을 다시 맡았고, M. 에멧 월시가 우주 부엉이(Cosmic Owl), 미겔 페러가 사신(Death)과 그럽 곱 글럽 그로드(Grob Gob Glob Grod) 중 하나의 목소리를 연기했다. 〈Escape from the Citadel〉에서는 스티븐 루트가 핀의 아빠인 마틴(Martin)의 성우로 참여했다. 이선 마허(Ethan)는 아기가 된 리치인 스위트 P(Sweet P)의 목소리를 맡았다. 허피치는 등장한 악당 중 하나의 목소리를 직접 맡기도 하였다.

## 반응
이 두 에피소드는 2014년 4월 21일 카툰 네트워크를 통해 첫 방영되었다. 332만 1천 명의 시청자수를 기록하였고, 방영 시간대 18세에서 49세 연령층 중 0.7%가 시청하였다. 또한 케이블 프로그램 중 23번째로 많이 시청한 것으로 조사되었다.
《로스앤젤레스 타임스》의 로버트 로이드(Robert Lloyd)는 에피소드가 “아름답고, 이상하며 신났다.”라고 평했다. 특히 줄거리 구성에 대해서 좋은 평가를 내렸고, 프리즈모 역할로 난지아니가 다시 참여한 부분에 대해 칭찬하였다. 인디와이어(IndieWire)의 에릭 콘(Eric Kohn)은 두 에피소드에 ‘A–’ 등급을 부여하면서, 어두운 내용을 주제로 삼았음에도 불구하고 여전히 재미있었다고 밝혔다. 또한 프리즈모의 파티장에서 등장인물들이 나눈 코미디스럽고 자연스러운 대화에 긍정적인 평가를 내렸고, 프리즈모의 기원에 대해 설명한 부분은 작품이 ‘시간의 안갯속을 탐험’하고 있다는 사실을 상기시키는 것 같다고 말했다.
《디 A.V. 클럽》의 올리버 사바(Oliver Sava)는 두 편 모두에 ‘A’ 등급을 주었다. 〈Wake Up〉에서 난지아니가 보인 ‘매력적이고 절제된’ 연기가 좋았다면서, “부드럽고 매끄러운 목소리가 등장인물과 매우 어울렸고, 어두운 대사를 무심하게 처리한 연기는 작품의 분위기를 조금이나마 밝게 만드는데 도움이 되었다.”라고 밝혔다. 〈Escape from the Citadel〉에서 리치가 핀에게 말한 독백에 대해서는 “론 펄먼의 중저음의 목소리 덕분에 소름이 끼쳤다.”라고 평했다. 또한 “핀이 수호자의 피를 이용하여 리치를 건드리고, 리치가 기괴하게 고통스러워하며 아기로 변하는 장면을 통해 작가들이 테러와 희망의 묘한 조합에 도달한 것 같다.”라고 말했다. 덧붙여서 “작품이 매우 빨리 진행되고 있지만, 핀의 아빠가 살아있다는 사실을 알자마자 둘이 서로 만날 것이라고는 기대하지 않았다. 핀과 마틴이 함께 등장한 것은 여섯 번째 시즌을 강력하게 시작하는 현명한 방법이고, 이 두 에피소드는 시즌 시작부터 작품에 추진력을 불러 일으켰다.”라고 언급했다.

## 기타
리치가 핀에게 독백을 읊을 때, 탈출한 죄수 생명체들을 ‘고대인’(Ancients)이라고 언급했다. 이는 H. P. 러브크래프트의 크툴루 신화에 등장하는 신의 이름 중 하나를 가리키는 것이다. 《디 A.V. 클럽》의 올리버 사바는 핀의 팔이 변하는 모습이 만화 《아키라》에 등장하는 시마 테츠오의 모습과 비슷하다고 언급했다. io9의 제이슨 크렐(Jason Krell)은 해당 장면과 《제국의 역습》의 유사성에 대해 분석하였다.